# Arahuay
Arahuay es una localidad peruana, capital del distrito de Arahuay, ubicado en la provincia de Canta en el departamento de Lima. Se halla  a 2.462 m s. n. m. y, de acuerdo a los datos del censo de 2007, posee 319 viviendas.

## Accesos
Se puede llegar a este pueblo por la trocha LM-111 que parte desde Santa Rosa de Quives, siguiendo por la quebrada Chacramito, pasando por Licahuasi y Collo. Continuando esta ruta, se encuentran los siguientes poblados: Lachaqui, Carhua, Pariamarca, terminando en Canta.